# Bekdemir, Bahçe
Bekdemir là một xã thuộc huyện Bahçe, tỉnh Osmaniye, Thổ Nhĩ Kỳ. Dân số thời điểm năm 2010 là 1495 người.